# ثقافة دلما
دلما هو الاسم الذي يطلق على الثقافة القديمة التي نُقب عن بقاياها الخزفية المنتشرة في الوديان الوسطى والشمالية لجبال زاغروس في شمال غرب إيران. اكتسفت تجمعات دلما في البداية من خلال الحفريات التي أجريت في تل دلما وتل حسنلو في الأجزاء الجنوبية الغربية من بحيرة أورمية، في وادي سولدوز. وكشفت الحفريات الإضافية في تل دلما كجزء من مشروع حسنلو التابع لجامعة بنسلفانيا في عام 1961 عن المزيد من تجمعات دلما. وشملت المواد التي نقب عنها بقايا معمارية ودفنية وخزفية وطين وعظام ومصنوعات يدوية وأحجار مطحونة وأحجار متكسرة. وأشاروا إلى أن حضارة دلما تعود إلى الألفية الخامسة قبل الميلاد، وكما ذكر أكبر عابدي، عالم الآثار الإيراني، فإن دلما هي أحد المواقع الأثرية الشهيرة الواقعة في شمال غرب إيران. ويعد الخزف المنقّب هو أبرز جوانب هذه الثقافة التي كشف عنها حتى الآن، كما أن المعلومات المتوفرة حول الجوانب الأخرى أقل. لا تقدم المواد المستخرجة تفاصيل كافية عن سكان دلما وأنماط حياتهم. تشير الأدلة التنقيبية إلى أن هذه الثقافة انتشرت عبر جبال زاغروس الوسطى، وشمال لرستان، وحوض أورمية في أذربيجان، وبعض أجزاء بلاد الرافدين مثل كركوك، واكتشفت آثار ثقافة دلما في الأجزاء الشمالية الغربية من الهضبة الإيرانية، إن الانتشار الواسع لتقاليد دلما في هذه المنطقة يشير إلى أن البدو كانوا يتبعون هذه الثقافة.

## المواقع
نقب عن بقايا دلما في البداية في تل دلما، في وادي سولدوز شمال غرب زاغروس، ثم في وديان ماهيدشت وكانغافار في منطقة زاغروس الوسطى في إيران. وعثر على آثار لخزف دلما في جبال القوقاز وأجزاء من شرق العراق مثل كركوك وجبل حمرين، وأسفرت أعمال التنقيب الأولية في تل دلما كجزء من مشروع حسنلو عن نتائج محدودة بسبب عدم كفاية فترات التنقيب ونقص الموظفين المتاحين للمشروع. بدأت ثقافة دلما في الأصل حول بحيرة أورمية في شمال غرب إيران ثم توسعت بعد ذلك إلى منطقة زاغروس الوسطى. وتقع العديد من المواقع المرتبطة بهذه الثقافة، مثل تل دلما، حول بحيرة أورمية.
وفقًا لموقع الخزف المنقّب، وصلت الحدود الجنوبية لثقافة دلما إلى الوديان الكردية الشرقية، ووسط زاغروس، وأودية كانجاور ونهاوند في شمال شرق لرستان، انتشر تقليد فخار دلما شرقًا حتى مقاطعتي زنجان وأردبيل، ولم يُنقب عن آثار بقايا دلما في الهضبة الإيرانية في الشرق أو الأجزاء الجنوبية من لرستان وخوزستان. كان (بالفارسية: کوه سفید) بمثابة حاجز وأوقف توسع تقاليد دلما نحو الغرب. وعثر على آثار من منتجات دلما المنقوشة في الغرب حتى محافظة ديالى، وجميع الطرق لتطوير ثقافة دلما من الشمال الغربي نشأت في منطقة بحيرة أورمية وتقاطعت مع طريق الحرير. سهّل موقع دلما التجارة، والوصول إلى الطرق الرئيسية، واستغلال الموارد، وتفاعل الناس بين المناطق المنخفضة والمرتفعة، والتي كانت جميعها عناصر حاسمة في انتشار فخاريات دلما.
وفقًا ليوكيكو تونويكي، اعتبارًا من عام 2012، لم تُجرى أي حفريات أخرى في مواقع دلما المذكورة في إيران منذ عام 1979. وكشفت سلسلة من الحفريات التي قام بها محمود حيدريان في سهول سنغور وكولياي بوسط زاغروس في الفترة من 2004 إلى 2009 عن قطع فخارية دلما في 9 مواقع أثرية، وهي خوداي، وشيخ جليل، وأب ناز، وتل فارز، وكالافيل، وقل قولي، وناد علي بيج. وتقع جميع هذه المواقع في مواقع مثالية بيئيًا للاستيطان البشري وعلى مقربة من ضفاف الأنهار أو الينابيع أو القنوات. وبما أن بعض المواقع تقع على ارتفاعات أعلى وتتميز بأحوال مناخية أكثر برودة خلال فصلي الشتاء والخريف، فمن المحتمل أنها كانت مأهولة بمجتمعات شبه بدوية تمارس تربية الحيوانات.